# Julian Brooke Houghton
Julian Brooke Houghton, född den 16 december 1946, är en brittisk seglare.
Han tog OS-silver i Flying Dutchman i samband med de olympiska seglingstävlingarna 1976 i Montréal.